# Байан (Порту)
Байан (порт. Baião; [bɐi'ɐ̃ũ]) — посёлок городского типа в Португалии, центр одноимённого муниципалитета в составе округа Порту. По старому административному делению входил в провинцию Дору-Литорал. Входит в экономико-статистический субрегион Тамега, который входит в Северный регион. Численность населения — 2,8 тыс. жителей (посёлок), 21,2 тыс. жителей (муниципалитет) на 2006 год. Занимает площадь 175,71 км².
Покровителем посёлка считается Апостол Варфоломей (порт. São Bartolomeu).
Праздник посёлка — 24 августа.

## Расположение
Поселок расположен в 49 км на восток от адм. центра округа города Порту.
Муниципалитет граничит:
- на севере — муниципалитет Амаранте
- на востоке — муниципалитет Пезу-да-Регуа, Мезан-Фриу
- на юге — муниципалитет Резенде, Синфайнш
- на западе — муниципалитет Марку-де-Канавезеш

## История
Поселок основан в 1513 году.

## Население
| Численность населения муниципалитета по годам | Численность населения муниципалитета по годам | Численность населения муниципалитета по годам | Численность населения муниципалитета по годам | Численность населения муниципалитета по годам | Численность населения муниципалитета по годам | Численность населения муниципалитета по годам | Численность населения муниципалитета по годам | Численность населения муниципалитета по годам |
| --------------------------------------------- | --------------------------------------------- | --------------------------------------------- | --------------------------------------------- | --------------------------------------------- | --------------------------------------------- | --------------------------------------------- | --------------------------------------------- | --------------------------------------------- |
| 1801                                          | 1849                                          | 1900                                          | 1930                                          | 1960                                          | 1981                                          | 1991                                          | 2001                                          | 2004                                          |
| 9939                                          | 17 944                                        | 23 139                                        | 26 886                                        | 28 864                                        | 24 438                                        | 22 456                                        | 22 355                                        | 21 564                                        |

## Состав муниципалитета
В муниципалитет входят следующие районы:
| - Анседе - Кампелу - Френде - Жештасо - Гове - Грилу - Лойвуш-да-Рибейра - Лойвуш-ду-Монте - Мешкиньята - Овил | - Рибадору - Санта-Круш-ду-Дору - Санта-Леокадия - Санта-Маринья-ду-Зезере - Сан-Томе-де-Ковелаш - Тейшейра - Тейшейро - Трезораш - Валадареш - Виариш |